# Neuville-lez-Beaulieu
Neuville-lez-Beaulieu è un comune francese di 331 abitanti situato nel dipartimento delle Ardenne nella regione del Grand Est.

## Società

### Evoluzione demografica
Abitanti censiti